# Organització territorial d'Eivissa i Formentera
Eivissa i Formentera tenen un sistema d'organització territorial particular desenvolupat al llarg de la història per ordenar de manera eficient el seu territori i la seva població, que sempre ha estat de tipus dispers i no pas concentrat en nuclis urbans (a excepció de la vila d'Eivissa). Aquest sistema consta de diversos nivells i, tot i que té una certa variabilitat en funció de la font consultada, gaudeix de reconeixement institucional.
Les categories de divisió territorial són, de major a menor: el quartó o municipi, el poble o parròquia, la vénda i el casament o casa pagesa.

Parròquies, vendes i municipis d'Eivissa i Formentera

## Història
A l'època islàmica, Eivissa es dividia en cinc districtes: Algarb ('ponent'), Portumany, Benizamid (dels Banu Zamid) i Xarc ('llevant'), a més del pla de la Vila o Alauet (al-Hawz).
A la Conquesta catalana el segle xiii, els tres magnats que finançaren l'operació es repartiren l'illa en quatre parts, continuadores dels districtes islàmics menys la vila d'Eivissa, que romangué en règim especial. Guillem de Montgrí s'endugué els quartons de les Salines (antic districte d'Algarb) i de Balansat (Benizamid), mentre que el de Portmany fou per Nuno Sanç i el del Rei (Xarc), per Pere de Portugal. Formentera, per les seves dimensions més reduïdes, no es dividí en quartons: es pot dir que conformava un quartó en si mateixa.
Pel que fa a la divisió eclesiàstica, com que les Pitiüses romangueren sota jurisdicció de l'arquebisbe de Tarragona, no tengueren un bisbat propi. A més, atès que a l'illa hi havia un sol nucli urbà, solament es constituí una parròquia, la de Santa Maria d'Eivissa. A cada quartó es construí una església sufragània: Sant Antoni a Portmany, Sant Miquel a Balansat, Sant Jordi a les Salines i Santa Eulària i Santa Maria de Jesús al quartó del Rei.
El segle xvii aparegué un nou nivell administratiu intermedi entre el quartó i la propietat: la vénda. Originàriament, feia referència als torns de treball que es repartien els homes, inicialment centrat en la vigilància de mar i més endavant aplicat també a tasques agrícoles i d'explotació d'altres recursos. Així, al segle xviii ja estava plenament consolidada la vénda com a divisió territorial dels quartons, que era, al seu torn, agrupació de diverses propietats.
Aquest estat de coses durà fins al segle xviii, quan s'aboliren els furs (1715: Decret de Nova Planta) i es creà el Bisbat d'Eivissa (1782). Val a dir que, de facto, el Decret de Nova Planta no comportà la desaparició dels quartons, atès que el terme es continuà de fer servir; però l'ús que se'n va fer començà a fluctuar. Atès que, fins llavors, a cada església havia correspost un quartó, a la creació de les esglésies de Sant Joan (1717) i Sant Josep (1727) es començà a fer servir el terme quartó per aplicar-lo al territori d'aquestes esglésies. El 1785, quan s'elevaren a parròquia aquestes dues esglésies més les altres cinc i se'n crearen vuit de noves (Santa Agnès, Sant Carles, Sant Llorenç, Sant Mateu, Santa Gertrudis, Sant Agustí, Sant Rafel i Sant Francesc), el quartó i la parròquia s'igualaren com a principal sistema d'organització territorial. Formentera, per la seva banda, repoblada feia vuitanta anys, també fou elevada a parròquia (Sant Francesc Xavier).
Finalment, amb les reformes liberals del segle xix, es crearen els cinc termes municipals actuals: Sant Josep de la Talaia, amb l'antic quartó de les Salines i la part sud del de Portmany; Sant Antoni de Portmany, amb bona part de l'antic quartó de Balansat; Sant Joan de Labritja, amb mig quartó de Balansat i mig quartó del Rei; i Santa Eulàlia del Riu, amb bona part de l'antic quartó del Rei.
Ja dins el segle xx, entorn de les esglésies parroquials de Sant Antoni i Santa Eulàlia començaren a sorgir, per primera vegada en la història d'Eivissa, nuclis de població diferents de la capital, que reberen el nom de poble. Més endavant, amb el boom turístic els anys setanta, entorn de totes les parròquies començà a sorgir un petit nucli de població. Així, avui en dia, les parròquies estan igualades als nuclis de població (excloent les parròquies sorgides més recentment).

## Quartons
En primer lloc, l'illa d'Eivissa es divideix en quartons, avui en convertits en termes municipals. Aquesta divisió territorial té els seus orígens en la Conquesta al segle xiii, quan es repartí l'illa en quatre parts més la vila d'Eivissa entre els tres senyors feudals que promogueren la conquesta. Inicialment, s'anomenaven partides, jurisdiccions, dominis o parts, però al segle xiv es consolidà el terme quartó.
Els quartons, continuadors dels districtes islàmics, eren: el quartó de les Salines (Algarb), el quartó de Portmany (Portuman), el quartó de Balansat (Benizamid) i el quartó del Rei o de Santa Eulàlia (Xarc). La vila d'Eivissa, per la seva banda, restava al marge d'aquesta divisió (aquest és el motiu perquè el terme d'Eivissa és tan reduït). Com a principal valedor de la conquesta, Guillem de Montgrí s'endugué els quartons de les Salines i de Balansat, mentre que el de Portmany fou per Nuno Sanç i el del Rei, per Pere de Portugal. Fins al segle xix, els quartons foren la principal divisió administrativa de l'illa.

## Parròquies
Eivissa i Formentera foren illes sense bisbat propi fins a final del segle xviii. Durant aquest període, a més, hi havia una sola parròquia, Santa Maria d'Eivissa. Les esglésies sufragànies es corresponien amb els quartons (a excepció de l'església de Santa Maria de Jesús, al quartó del Rei), de manera que no tenien valor territorial propi. El 1785 es creà el Bisbat d'Eivissa, i tot seguit es dividí l'illa en parròquies. Les cinc esglésies sufragànies històriques (Sant Antoni, Santa Eulàlia, Sant Miquel, Sant Jordi i Jesús), juntament amb les de creació recent (Sant Francesc, Sant Josep i Sant Joan), foren elevades a parròquia, i se'n crearen nou més: Santa Agnès, Sant Carles, Sant Llorenç, Sant Mateu, Santa Gertrudis, Sant Agustí, Sant Rafel, Sant Francesc (de l'Estany) i Sant Francesc Xavier (de Formentera). A aquestes desset parròquies cal afegir la de Sant Vicent de la Cala i la Mare de Déu del Carme dels Cubells (1933).
Així doncs, les parròquies conformen un nivell administratiu de segon orde, per davall dels antics quartons i actuals municipis. Les parròquies estan igualades als pobles, en tant que, entorn de cada parròquia, hi ha un nucli de població (més gran en els casos de Sant Antoni i Santa Eulàlia, més petit en la resta).

## Véndes
...

## Cases pageses
...